# Phoebe Austen
Phoebe Austen (* 2006 in London, Kent)  ist eine britische Schauspielerin und Theaterschauspielerin.

## Leben
Austens Karriere begann 2013 mit Auftritten im Theater, 2014 folgten mehrere Auftritte in britischen Werbespots. 2017 war sie als Lily Potter, Tochter von Harry Potter, Teil der Besetzung des Theaterstücks Harry Potter und das verwunschene Kind im Londoner Palace Theatre sowie in der Nebenrolle der Susanna Shakespeare in der TNT-Fernsehserie Will zu sehen.

## Filmografie
- 2017: Will
- 2017: Inside No. 9

## Theater
- 2013: Cinderella
- 2014: Sleeping Beauty
- 2017: Snowwhite and the Seven Dwarfs (Dartford Orchard Theatre)
- 2017: Harry Potter und das verwunschene Kind (Palace Theatre)